# Philya opacipennis
Philya opacipennis är en insektsart som beskrevs av Albino Morimasa Sakakibara 1976. Philya opacipennis ingår i släktet Philya och familjen hornstritar. Inga underarter finns listade i Catalogue of Life.